# Katrin Burow
Katrin Burow (1976) is een Duits triathlon- en quadrathlon-atlete.

## Levensloop
Burow werd in het quadrathlon wereldkampioen op de 'sprint', de 'middellange afstand' en de 'lange afstand'. Daarnaast won ze eenmaal de wereldbeker en drie Europese kampioenschappen 'sprint'.

## Palmares

### Quadrathlon
- Wereldkampioenschap sprint: 2013
- Wereldkampioenschap middellange afstand: 2012
- Europees kampioenschap lange afstand: 2007
- Wereldkampioenschap sprint: 2006 en 2012
- Wereldkampioenschap middellange afstand: 2007, 2009, 2011 en 2013
- Wereldkampioenschap middellange afstand: 2008
- Wereldbeker: 2007
- Wereldbeker: 2005 en 2006
- Wereldbeker: 2013
- Europees kampioenschap sprint: 2006, 2007 en 2008
- Europees kampioenschap middellange afstand: 2005